# Buslijn 126 (Amsterdam-Mijdrecht)

## Geschiedenis

### Lijn 25

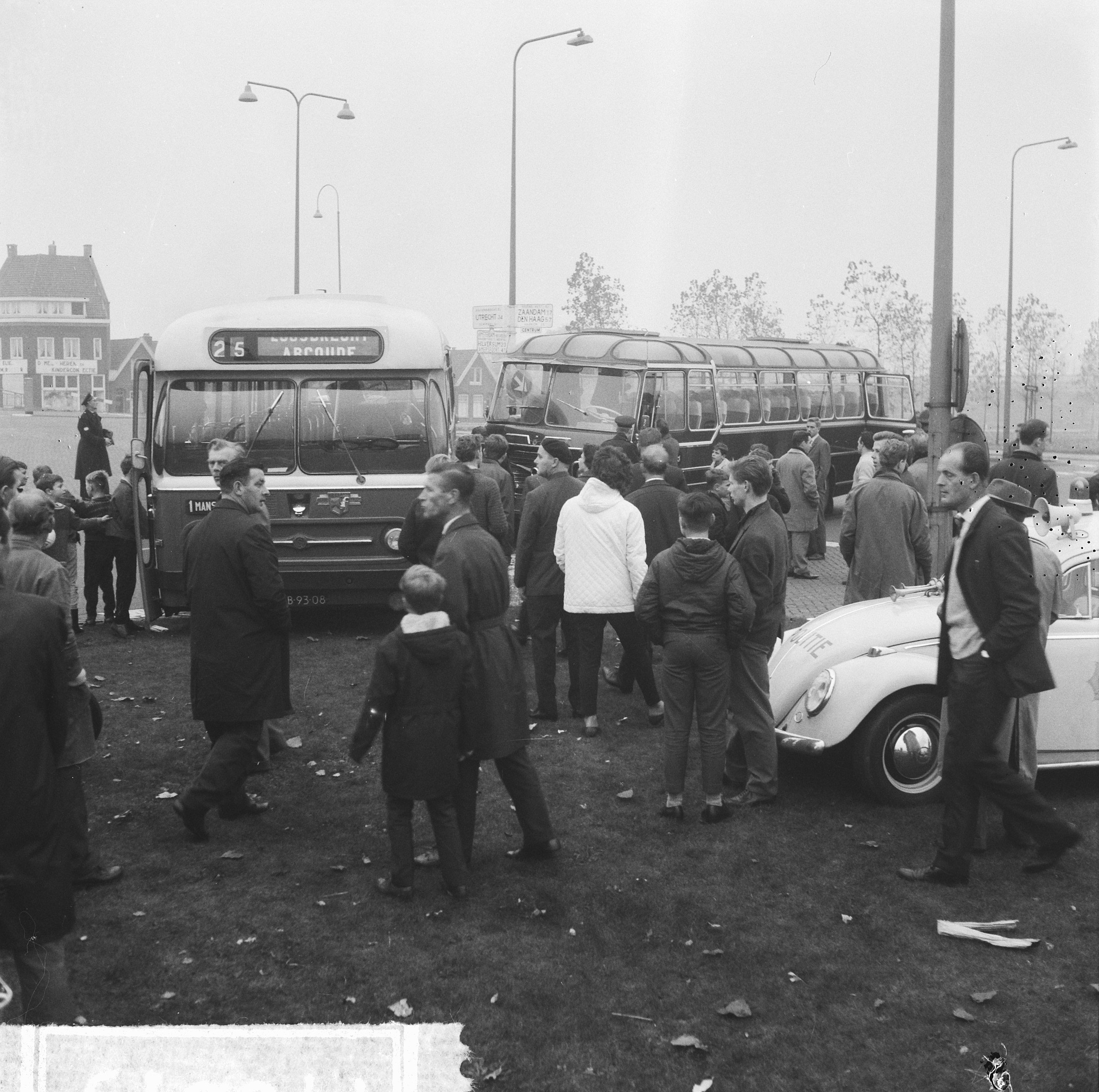
Bolramerbus na aanrijding op lijn 25 in 1964, duidelijk zichtbaar is dat er geen conducteur meer mee reed

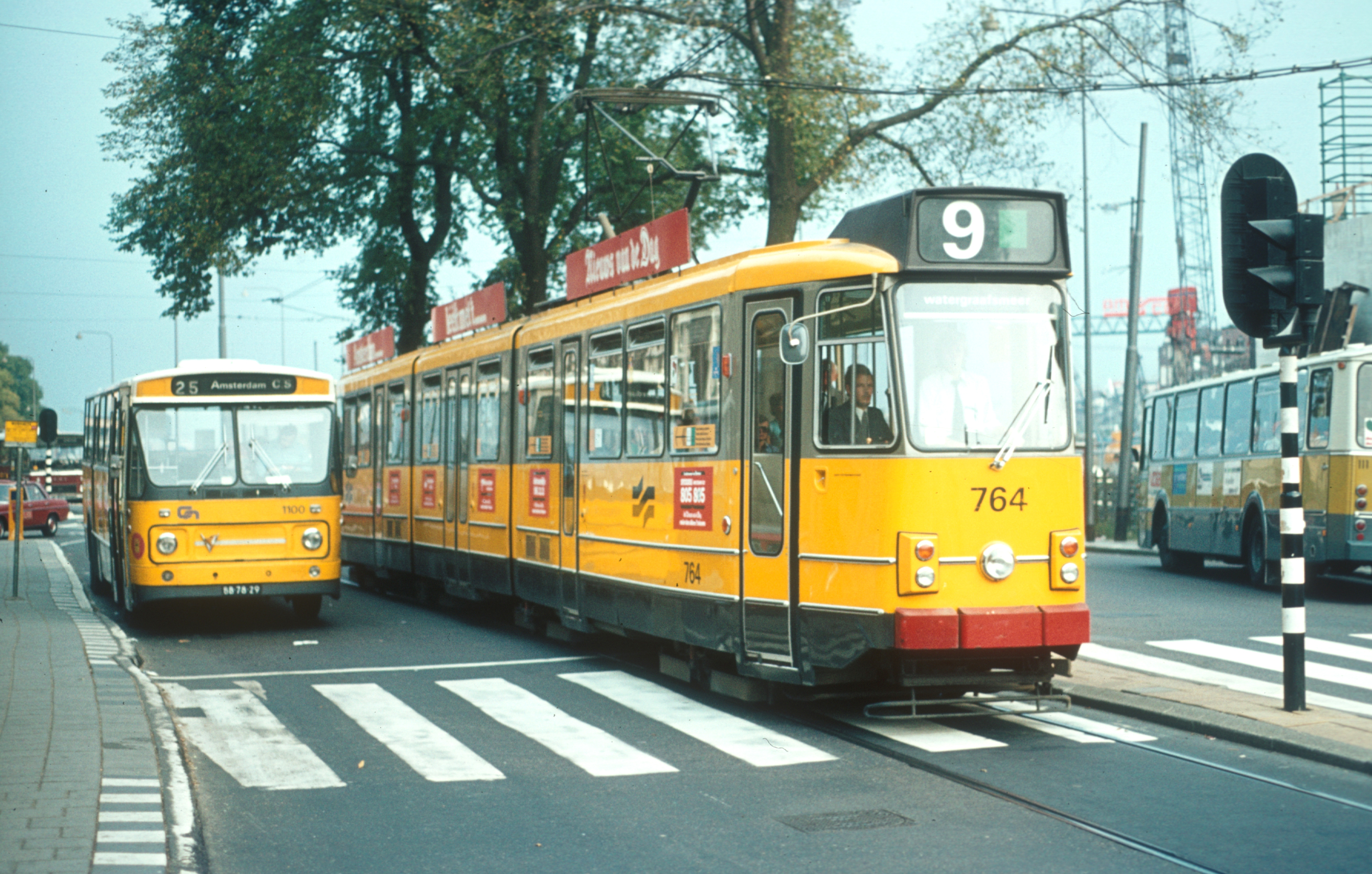
Bus 1100 op lijn 25 bij het stationsplein van Amsterdam Centraal

Met de zomerdienst 1958 werd lijn 2 van de toenmalige streekvervoerder NBM
vernummerd in lijn 20, dit in het kader van de hernummering van lijnen waarbij belangrijke doorgaande lijnen een rond lijnnummer en aantakkende lijnen een opvolgend lijnnummer kregen. De korttraject diensten van lijn 20 kregen hierbij later het lijnnummer 25 en de lijn reed tussen het Busstation van Musschenbroekstraat in Amsterdam en Abcoude. 
Vanaf 2 september 1968 gold er een opnameplicht in de Bijlmermeer tegen NBM tarief. Vanaf 28 september 1968 werden de lijnen 20 en 25 verlegd via de Karspeldreef en Flierbosdreef ten oosten van de eerste (H) buurt van de Bijlmermeer omdat de Rijksstraatweg ten westen daarvan werd gesloten. Tevens gold er toen stadsvervoer tegen het goedkopere GVB tarief binnen de gemeente Amsterdam. Van en naar het dichter bij de stad gelegen Duivendrecht bleef het hogere NBM tarief gelden. Verder werden beide lijnen via de Oostelijke Eilanden doorgetrokken naar het Centraal Station en verlieten het Busstation van Musschenbroekstraat.
In 1973 fuseerde NBM met Maarse & Kroon tot Centraal Nederland.

### Lijn 26
Vanwege doublures met GVB-lijn 15 werd in 1978 CN-lijn 15 (Haarlem-Hoofddorp-Schiphol-Amsterdam) tot lijn 25 vernummerd en daarom moest de lijn worden vernummerd in lijn 26. 

### Lijn 126
Vanaf 13 oktober 1980, toen de metro naar Centraal Station ging rijden, begon CN met het omhoog nummeren van de buslijnen om doublures weg te werken; lijn 26 werd tot 126 vernummerd en ingekort tot Station Bijlmer terwijl lijn 120 werd verlegd naar Muiderpoortstation. 
In 1981 werd lijn 126 doorgetrokken naar Mijdrecht; dit ter gedeeltelijke vervanging van lijn 127 die tussen Amstelstation en Vinkeveen reed. 
In 1983 werd lijn 126 doorgetrokken naar Muiderpoortstation via Diemen en zondagseindpunt Kraaiennest; deze route werd nu ook door lijn 120 aangedaan. Vanaf 1986 ging lijn 126 naar Uithoorn rijden.  
In 1994 werd CN opgedeeld (feitelijk teruggesplitst) in NZH en Midnet; lijn 126 was voortaan een NZH-lijn.  
In 1999 fuseerden NZH en Midnet met de omringende streekvervoerders tot Connexxion; lijn 126 werd weer ingekort tot Mijdrecht. Ingaande de winterdienst 2002 werden lijn 120 en 126 samen met de lijnen 124, 125, 128 en 140 overgedragen aan de BBA, alweer de vijfde exploitant. Net als de opgeknipte lijn 140 bleef lijn 126 deels met Connexxionbussen rijden totdat het GVB ingaande de zomerdienst 2006 het alleenrecht verwierf op busvervoer in Diemen. Lijn 120 en 126 werden ingekort tot Bijlmer Arena en omgeleid via Amstel III waar de gelijknamige garage inmiddels was gesloopt. 
Eind 2008 trok het door Veolia overgenomen BBA zich terug en werden lijn 120 en 126 weer Connexxionlijnen. Aanvankelijk werd het metro- en NS-station Holendrecht niet meer aangedaan maar na protesten keerden de lijnen daar terug om via dit station in beide richtingen een ommetje te maken.   
De route over de Baambrugse Zuwe werd echter verlaten en lijn 126 reed voortaan via de route van lijn 130 (het ex-BBA-gedeelte van lijn 140) tussen Vinkeveen en de A2. Bij de Groenlandsekade richting Amsterdam verscheen een afroephalte waarbij de passagiers een knop dienen in te drukken. Sinds 12 december 2010 rijdt lijn 126 in Abcoude niet meer door het dorp maar via De Derde Brug om het dorp heen. Lijn 120 blijft wel door het dorp rijden. Tijdens de jaardienst 2012 reed lijn 126 op proef langs het station Abcoude; de proef mislukte echter en sinds 9 december 2012 reed lijn 126 weer direct via De derde brug.

Setra op lijn 126 bij station Bijlmer in 2025

Sinds 11 december 2016 wordt de lijn geëxploiteerd door Syntus en kreeg daarmee zijn zevende exploitant. De route werd versneld waarbij vanaf Vinkeveen rechtstreeks over de snelweg naar Amsterdam wordt gereden en het dorp Abcoude, behalve een halte bij de afrit van de snelweg, niet meer wordt aangedaan. Ook wordt er in Mijdrecht en Wilnis een kortere route gereden.